# Jerônimo Moscardo
José Jerônimo Moscardo de Sousa GOMM (Fortaleza, 6 de novembro de 1940) é um diplomata brasileiro.
Foi secretário particular do presidente Castelo Branco, de 1965 a 1967, e ministro da Cultura, de 1 de setembro a 9 de dezembro de 1993.
Em 1992, Jerônimo foi condecorado pelo presidente Fernando Collor com a Ordem do Mérito Militar no grau de Grande-Oficial especial.
Foi embaixador do Brasil na Costa Rica, na Romênia, na Bélgica e representante permanente junto à Associação Latino-Americana de Integração (ALADI) e à UNESCO.
Foi presidente da Fundação Alexandre de Gusmão (FUNAG) do Ministério das Relações Exteriores de 24/03/2006 a 5/11/2010.